# Trans Guyana Airways
Trans Guyana Airways is een Guyaanse luchtvaartmaatschappij die binnenlandse vluchten onderhoudt in Guyana en regionale buitenlandse vluchten verzorgt. De thuisbasis van Trans Guyana Airways is Eugene F. Correia International Airport bij Georgetown.

## Overzicht
Trans Guyana Airways werd in 1951 opgericht, en begon in 1956 binnenlandse vluchten voor de mijnindustrie te verzorgen met één vliegtuig. Het is een onderdeel van Correia Group.
In 2022 verzorgde Trans Guyana Airways 22 dagelijkse binnenlandse vluchten. In samenwerking met Gum Air werden twee dagelijkse vluchten aangeboden naar Zorg en Hoop Airport in Paramaribo, Suriname. Sinds 2019 is er een samenwerkingsverband met de Koninklijke Luchtvaart Maatschappij en is er in Johan Adolf Pengel International Airport, Paramaribo een directe aansluiting op de vluchten van en naar Schiphol, Amsterdam waarbij geen visum voor Suriname hoeft te worden aangevraagd. Sinds 2020 zijn er vluchten van en naar Grantley Adams International Airport in Barbados, en Boa Vista in de Braziliaanse deelstaat Roraima.

## Luchtvloot
De luchtvloot bestond in juli 2022 uit:
- 7 Cessna 208-Caravan[3]
- 1 Britten-Norman BN2 Islander[3]
- 3 Beechcraft 1900[9]